# Kurjanka (gmina)
Kurjanka (inaczej Kurianka) – dawna gmina wiejska istniejąca do 1936 roku w woj. białostockim. Nazwa gminy pochodzi od wsi Kurjanka (obecnie Kurianka), chociaż siedzibą gminy było Skieblewo.
Za Królestwa Polskiego gmina należała do powiatu augustowskiego w guberni suwalskiej. 19 maja?/31 maja 1870 do gminy przyłączono kilka wsi z gminy Wołłowiczowce, natomiast z części gminy Kurianka oraz ze zniesionego miasta Lipsk utworzoną nową gminę Petropawłowsk.
W okresie międzywojennym gmina Kurjanka należała do powiatu augustowskiego w woj. białostockim. Gminę zniesiono 1 kwietnia 1936 roku, a jej obszar włączono do gminy Lipsk.
Według Powszechnego Spisu Ludności z 1921 roku gminę zamieszkiwało 4206 osób, wśród których 4163 zadeklarowało wyznanie rzymskokatolickie, 20 prawosławne a 23 mojżeszowe. Jednocześnie 4185 mieszkańców zadeklarowało polską przynależność narodową, 7 białoruską, 4 inną a 10 żydowską. Na terenie gminy 779 budynków mieszkalnych.

## Miejscowości
Miejscowości i osady na podstawie spisu powszechnego z 30 września 1921.
- Wsie: Bohatery Leśne Nowe, Bohatery Leśne Stare, Chorożowce, Dulkowszczyzna, Gruszki, Hruskie, Jaczniki, Jasionowo, Krasne, Kudrynki, Kurianka, Kurzyniec, Mikaszówka, Rubcowo, Rudawka, Rygałówka, Siołko, Skieblewo, Sołojewszczyzna, Starożyńce, Usienniki, Wyżarne, Żabickie
- Folwarki: Lipsk Murowany, Rubcowo
- Osady: Brody, Paniewo, Perkuć, Podjasionowo, Tartak
- Osady leśne: Jazy, Ostryńskie, Tartak, Wołkuszne
- Osady młyńskie: Młynek
- Nadleśnictwa: Lubinowo (Lipiny)
- Leśniczówki: Jałowy Róg, Krasne, Mały Borek, Markowski Most, Mościsko, Pańkowskie, Sosnówka, Studziane Wody, Wołkusz, Wyżarne